# Richard Toborg
Richard Toborg (* 28. Juli 1927 in Hamelwördenermoor, Gemeinde Wischhafen; † 5. Dezember 2014) war ein deutscher Politiker (CDU) und Mitglied des Niedersächsischen Landtages.

## Leben
Nach der einklassigen Volksschule besuchte Richard Toborg in Freiburg/Elbe die Mittelschule. Später besuchte er die Hadamarer Bildungsanstalt für Lehrer sowie ein Wehrertüchtigungslager, und er leistete Reichsarbeitsdienst bis zum Ende des Zweiten Weltkrieges. Nach Kriegsende besuchte er das Glückstädter Gymnasium und erwarb dort 1947 das Abitur. Im Folgejahr übernahm er den Hof seiner Eltern und die dazugehörige Gastwirtschaft und führte diese eigenverantwortlich.
In die CDU trat er im Jahr 1963 ein. Viele Jahre lang gehörte er dem Vorstand des CDU-Bezirksverbandes Elbe-Weser an.
Von 1961 bis 1991 war Richard Toborg Mitglied des Gemeinderates und Bürgermeister von Wischhafen; anschließend wurde er zum Ehrenbürgermeister ernannt. Nach der niedersächsischen Gebiets- und Verwaltungsreform war er von 1971 bis 1996 außerdem Mitglied des Samtgemeinderates und stellvertretender Samtgemeindebürgermeister der Samtgemeinde Nordkehdingen. Im Landkreis Stade wirkte er von 1964 bis 1993 als Mitglied des Kreistages und von 1976 bis 1989 als ehrenamtlicher Landrat.
Vom 21. Juni 1982 bis 20. Juni 1990 (10. und 11. Wahlperiode) war er für den Wahlkreis Stade Mitglied des Niedersächsischen Landtages, wo er dem Ausschuss für Umweltfragen angehörte.
Toborg wurde im April 1988 mit dem Verdienstkreuz am Bande des Verdienstordens der Bundesrepublik Deutschland ausgezeichnet. Des Weiteren wurde ihm die Goldenen Ehrennadel des Chorverbandes Niedersachsen-Bremen verliehen. Im Jahre 1985 verlieh ihm die Kreishandwerkerschaft Stade die Professor-Piest-Medaille für Toborgs Verdienste um das heimische Handwerk.
Er war verheiratet und hatte ein Kind.